# Costanza Farnese
Constança Farnésio, em italiano Costanza Farnese, foi filha do Cardeal Alexandre Farnésio (Alessandro Farnese) e Silvia Ruffini, nascida antes de seu pai tornar-se o Papa Paulo III.

## Biografia
Constança nasceu da relação ilegítima que Alexandre Farnésio teve com Silvia Ruffini, a esposa do comerciante romano Giovanni Battista Crispo. Após a morte de seu marido, Silva Ruffini viveu abertamente em concubinato com Alexandre, que lhe deu outros três filhos: Pedro Luís Farnésio (Pier Luigi), Paulo (Paolo) e Rainúncio (Ranuccio). Ao contrário dos irmãos, que foram legitimados pelo Papa Júlio II, Constança foi reconhecida apenas como filha natural.
Em 1517, Constança se casou com Bosio II Sforza, quarto Conde de Santa Fiora, e teve seu primeiro filho (Guido Ascanio), em novembro do ano seguinte. Mais tarde, daria à luz a nove filhos e viveria com seu pai no Palazzo Farnese em Roma, enquanto os filhos foram criados junto com os de seu irmão, Pedro Luís, mantidos fora de Roma.
Após a eleição de seu pai como pontífice, começou para ela uma época repleta de gratificações. Costanza adquiriu considerável influência nos assuntos eclesiásticos: em 18 de dezembro de 1534, apenas dois meses após a ascensão do pai ao trono de Pedro, obteve a criação de cardeal para seu filho mais velho Guido Ascanio, com apenas dezesseis anos, e mais tarde também o seu meio-irmão Tiberio Crispo. Mas estes foram apenas os casos mais notórios. A fama de suas intercessões rapidamente se espalharam na Cúria Romana, bem como Inácio de Loyola pediu-lhe para interceder junto a seu pai.
Constança Farnésio morreu em Roma em 23 de maio de 1545. Foi um duro golpe para o seu pai, que se retirou por alguns dias com Silvia Ruffini em Frascati para lamentar sua morte.

## Descendência
Do seu casamento com Bosio II Sforza Constança teve dez filhos (seis homens e quatro mulheres):
- Guido Ascanio Sforza di Santa Fiora (1518-1564), cardeal a partir de 1534.
- Sforza Sforza (1520-1575), condottiero, se casou com Caterina Nobili.
- Carlo Sforza (1524-1571), almirante.
- Mario Sforza (1530-1591), quinto Conde di Santa Fiora, em 1548 casou-se com Fulvia Conti.
- Alessandro Sforza di Santa Fiora (1534, 1581), cardeal e bispo de Parma.
- Faustina Sforza se casou com Muzio Sforza (1528/29–1553), marquês de Caravaggio.
- Francesca Sforza se casou com Girolamo Orsini, Senhor de Bracciano.
- Camilla Sforza se casou com Besso Ferrero Fieschi, marquês de Masserano.
- Paolo Sforza.
- Giulia Sforza.